# Franciscus Raphelengius
Franciscus Raphelengius (Lannoy, 27 februari 1539 - Leiden, 20 juli 1597), de gelatiniseerde naam van Frans van Ravelingen, was een Vlaams-geboren Nederlandse geleerde, drukker en boekverkoper, gevestigd in de Nederlandse stad Leiden. 

## Leven
Raphelengius werd geboren in Lannoy en was de schoonzoon van drukker Christoffel Plantijn. In 1585 kreeg hij de leiding van de Leidse vestiging van diens drukkerij en vanaf 1586 was hij aangesteld als academiedrukker. In 1587 werd hij tevens hoogleraar Hebreeuws aan de universiteit van Leiden. Hij werkte mee aan de Biblia Polyglotta. Zijn wetenschappelijke drukkwaliteiten waren een van de redenen dat Joseph Justus Scaliger zich in 1593 in Leiden vestigde.
Zijn drie zonen - Christoffel (1566-1600), Franciscus (1568-1643) en Justus (1573-1628) - leidden de drukkerij en uitgeverij na de dood van hun vader tot rond 1619.

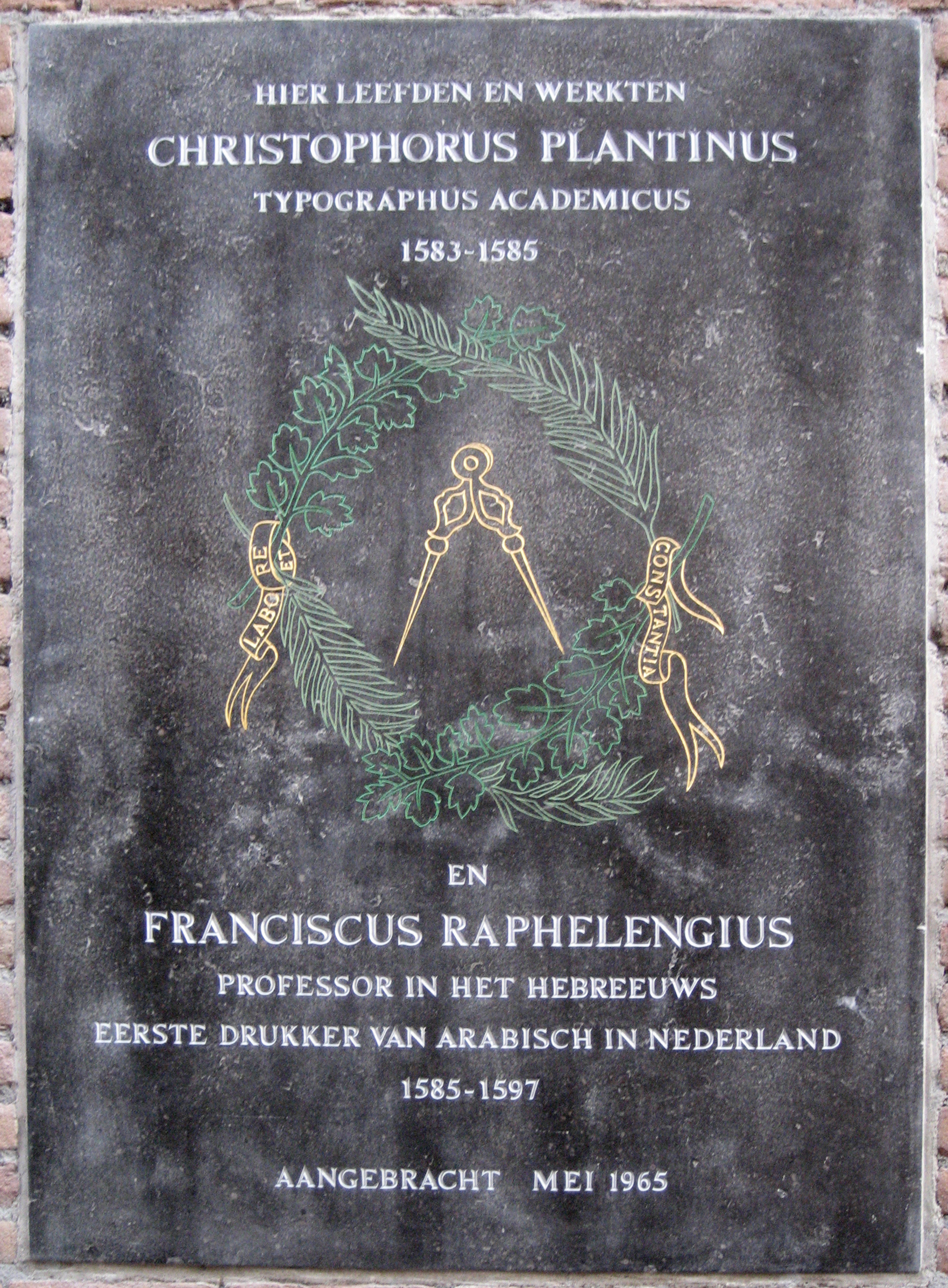
Plaquette in Leiden